# (17024) Costello
(17024) Costello (1999 EJ5) – planetoida z grupy pasa głównego asteroid okrążająca Słońce w ciągu 3,8 lat w średniej odległości 2,43 j.a. Odkryta 15 marca 1999 roku.